# Смерть композитора
«Смерть композитора: Роза, конная драма» (англ. The Death of a Composer: Rosa, a Horse Drama) — полнометражный фильм 1999 года Питера Гринуэя, телеверсия постановки одноимённой оперы голландского композитора Луи Андриссена на либретто Гринуэя.

## История проекта
В начале 1980-х годов у Гринуэя сформировался замысел художественного проекта о заговоре против композиторов. В основу проекта была положена смерть Антона Веберна, убитого американским солдатом в 1945 году. Работая над фильмом «Падения» (1978—1980 гг.), Гринуэй создал биографию вымышленного композитора Джеффри Фоллтуиса, умершего при схожих обстоятельствах. 8 декабря 1980 года, через несколько месяцев после выхода «Падений», был убит Джон Леннон. При сопоставлении смертей Веберна и Леннона у Гринуэя возникла идея оперы о некоем заговоре против композиторов, которому покровительствует святая Цецилия, ревнующая к успеху своих протеже. Гринуэй дополнил случаи Веберна и Леннона вымышленными биографиями Джеффри Фоллтуиса и ещё семи композиторов. К 1990-м годам проект оперы, которую первоначально должен был написать Майкл Найман, перерос в проект десяти самостоятельных опер, написанных разными композиторами. Из десяти опер была поставлена только одна — «Роза, конная драма», написанная голландским композитором Луи Андриссеном. Гринуэй опубликовал комментированный и иллюстрированный вариант либретто в 1994 году. В том же году на сцене Нидерландской оперы состоялась премьера «Розы» в постановке Гринуэя и Саскии Боддеке.

## Жертвы заговора
1. Антон Веберн / Anton Webern — 1945
2. Samuel Bucket[прим 1] — 1948
3. Tora Arcadio — 1951
4. Portala Zick — 1952
5. Antonio Marseil — 1955
6. Хуан Мануэль де Роза / Juan Manuel de Rosa — 1957
7. Erik Butlitzer — 1961
8. Джеффри Фоллтуис / Geoffrey Fallthuis — 1968
9. Corntopia Felixchange — 1974
10. Джон Леннон / John Lennon — 1980

В фильме «Чемоданы Тульса Люпера: Из Во к морю» (2004) Гринуэй ввёл ещё одного композитора — пианиста Вольфганга Спеклера, убитого в Динаре, Франция, летом 1941 года.

## Сюжет
В 1957 году композитор Хуан Мануэль де Роза, известный автор музыки к американским вестернам, был убит в своём доме во Фрай-Бентос, Уругвай. Роза, помешанный на конях, заставляет свою любовницу Эсмеральду изображать лошадь и подвергает её унижениям. Однажды в доме Розы появляются ковбои Алкан и Люлли. Они убивают композитора и забирают его деньги. На протяжении фильма мадам де Фриз, Следовательница, разбирает улики и восстанавливает картину преступления.